# Fantasy-Jahr 1973
Übersicht

◄◄ | ◄ | 1969 | 1970 | 1971 | 1972 | Fantasy-Jahr 1973 | 1974 | 1975 | 1976 | 1977 | ► | ►►

Weitere Ereignisse